# Dyrplageri
Dyrplageri betegner det at man bevidst påføre et dyr smerte eller plage det unødvendigt.
I følge den danske ordbog er en dyrplager  en person der bevidst behandler dyr dårligt, eller iflg. Danske Dyreinternater  udsætter dyr for misrøgt eller vanrøgt .
I flere lande er dyrplageri strafbart.
Dyrenes beskyttelse pointerer eksempelvis, at hundekampe er regulære dyremishandling, hvor dyrene tydeligt lider.
Danske Dyreinternater skelner mellem aktiv og passiv dyremishandling, hvor det første omfatter en overlagt handling, mens den anden mere handler om mangel på handling end i handlingen selv, f.eks. hvis en person på grund af sygdom ikke kan overskue at passe sine dyr  heller ikke beder om hjælp dertil.

## Den etiske diskussion og lovgivning
Når det drejer sig om behandlingen af dyr, eksisterer der meget modstridende opfattelser af etik og moral, både inden for vores kultur og på tværs af kulturer.
Den etiske diskussion af hvorledes det i teorien og i praksis er etisk acceptabelt at behandle dyr rejser fire spørgsmål:
a) Har dyr krav på etisk hensyn?
b) Har vi lov at slå dyr ihjel?
c) Hvilken vægt bør vi tillægge dyrs behov og interesser i forhold til menneskers?
d) Hvorledes føres etikken ud i livet?

### Har dyr krav på etisk hensyn?
Nogle mennesker hævder, at vores forhold til dyrene ikke har noget med etik at gøre, fordi dyrene selv ikke formår at gøre sig etiske overvejelser og derfor ikke kan have krav på etisk hensyn. Med andre ord, kun de som selv kan gøre sig etiske overvejelser, har krav på etisk hensyn. Dette svarer til at dybt evnesvage, demente personer og meget små børn ikke har krav på etisk hensyn, fordi de selv ikke formår at gøre sig etiske overvejelser. Nogle vil da hævde, at dette sammenligningsgrundlag ikke er muligt, fordi der er en afgørende forskel på mennesket og dyr som art. Ligesom andre dyrearter er mennesket sig selv nærmest - derfor skal mennesket ikke tage hensyn til andre dyr. Svagheden i dette argument er, at mennesket har mulighed for at sætte sig i andre levende væsners sted og for at gøre sig etiske overvejelser. Dyrene kan ligesom menneskerne have positive og negative oplevelser såsom glæde, forventning, smerte, angst og ubehag.

### Har vi lov at slå dyr ihjel?
Et fundamentalt etisk spørgsmål i forbindelse med hold af dyr er, om vi kan tillade os at slå dyr ihjel. Inden for vores kulturkreds er det alment accepteret at slå dyr ihjel fx med det formål at producere fødevarer, blot det forgår på "human" vis. De fleste accepterer slagtning af køer, grise, kyllinger og andre nyttedyr, men mange har forbehold, når det kommer til hunde, katte og andre kæledyr. Det er vanskeligt, at give en forklaring på, hvad der skulle være den etiske forskel mellem dyrearter. Hvad er den etiske forskel mellem at slå et menneske ihjel og dræbe et dyr? Dyr lever i nuet og derfor ikke nærer noget ønske om at fortsætte med at leve. Derimod har de fleste mennesker et stærkt ønske om at leve og har livsplaner, der rækker ud over nuet. Problemet er blot, at der er nogle mennesker som i lighed som dyr lever i nuet. Det gælder fx små børn og visse retarderede mennesker. Hvis det er i orden at dræbe dyr, fordi de lever i nuet, hvorfor er det så ikke i orden at dræbe mennesker, som lever i nuet? Drab på mennesker har stærkt negative konsekvenser for de efterladte i form af sorg og savn. Systematiske drab på mennesker fører let til udbredt frygt og ængstelse. Disse konsekvenser taler også imod drab på helt små børn og retarderede mennesker. Slagtning af husdyr har derimod ikke, eller i begrænset omfang, sådanne negative konsekvenser. Nogle vil argumentere for, at dyr har ret til liv og mener derfor, at det er vores pligt at leve som vegetarer og lade dyrene fortsætte med at leve deres liv, indtil de dør en naturlig død. En sådan dyrerettighedsetik står i modsætning til vores kultur, hvor det at spise og på anden måde bruge dyr er noget dybt forankret, men det bliver synspunktet ikke forkert af. Engang var det også forankret værdi i vores samfund, at mænd havde flere rettigheder end kvinder. På daværende tidspunkt betød det ikke, at de som forsvarede kvindernes ligeberettigelse, tog fejl. De var bare op mod stærke kræfter.

### Hvilken vægt bør vi tillægge dyrs behov og interesser i forhold til menneskers?
Med dyrevelfærd menes der forbedringer af dyrenes muligheder for at leve et godt liv. Sådanne forbedringer kan bestå i, at dyrene undgår plagsomme sygdomme, kedsomhed og andet ubehag. I de mest ekstreme tilfælde har man dyr, som udsættes for intense lidelser på grund af menneskers uvidenhed, tankeløshed eller grådighed, fx i forbindelse med landbrugets dyrehold. Der er eksempler på forkert foder, dyr der tørster, dyr som bliver sendt på slagteri med brækkede ben eller andre kvæstelser, etc. Samfundet har besluttet, at disse former for dyrplageri er etisk uforsvarlige og sætter derfor ind over for dette med fx dyreværnslovgivning.

### Hvorledes føres etikken ud i livet?
Der er to væsentlige forudsætninger, som skal være opfyldt, for at husdyrene kan opnå bedre forhold. Der skal være alternative produktionssystemer, som reelt forbedrer dyrenes forhold og der skal være økonomisk grundlag for den alternative produktion. Der er intet der tyder på, at problemerne alene kan løses ved at appellere til forbrugernes samvittighed. Det er nødvendigt med fælles nationale eller internationale initiativer på området. Typisk reagerer regeringerne i de lande, hvor befolkningen interesserer sig for dyrevelfærd, i første omgang med at nedsætte råd og kommissioner. Dette skete første gang i Storbritannien, hvor regeringen i 60'erne på baggrund af en kritisk debatbog nedsatte den såkaldte Brambell komité til at vurdere husdyrenes forhold. Endvidere nedsættes permanente råd, der har som opgave at følge udviklingen inden for husdyrbruget og fremkomme med forslag til, hvorledes politikerne kan regulere området. Inden for Europa findes der sådanne råd i Belgien, Holland, Norge, Storbritannien, Tyskland, Sverige og Danmark. I Danmark er der to råd, Det Dyreetiske Råd og Dyreværnsrådet, som begge er nedsat i henhold til Dyreværnsloven. Det Dyreetiske Råd tager sig af de mere overordnede spørgsmål vedrørende dyreværn og dyreetik. Dyreværnsrådet tager sig af mere afgrænsede faglige spørgsmål i forbindelse med udformning af love og bekendtgørelser på dyreværnsområdet.

## Private organisationer

### Internationale organisationer
- Humane Society International (HSI) er en international dyrebeskyttelse organisation, der arbejder for beskyttelse af alle dyr.[9]
- World Animal Protection Tidligere kendt under World Society for the Protection of Animals (WSPA). World Animal Protection er en international organisation, der arbejder for, at dyr har ret til leve, fri for smerte.[10]

### Danmark
Private foreninger, som Dyrenes Beskyttelse, har været med til at sætte fokus på dyrevelfærd og -plageri. I 1857 gives den første danske lov mod dyrplageri og i 1866 medtages dyrplageri i straffeloven.

### Øvrige nationale organisationer
Storbritannien
Royal Society for the Prevention of Cruelty to Animals (RSPCA) er en britisk dyreværnsorganisation, der arbejder for beskyttelse af dyr, således at de kan leve frit uden smerte og lidelse.
USA
American Society for the Prevention of Cruelty to Animals (ASPCA) er en amerikansk organisation, der beskytter dyr for mishandling.

## Reference
1. 1 2  Dyremishandling Arkiveret 26. maj 2018 hos  Wayback Machine på danske-dyreinternater.dk
2. ↑  Berlingske Tindende, den 3. juni 2013. Hentet den 22. juni 2014.
3. ↑  Københavns Universitet. Hvad er etik. Hentet den 17. juni 2014. (Webside ikke længere tilgængelig)
4. ↑  Sandøe, Peter (2008) Dyreetik I Et spadestik dybere. Præsentation af 10 filosofiske discipliner, red. af Vincent F. Hendricks og Steen W. Pedersen. Automatic Press, 2008. Side 135.
5. ↑  Sandøe, Peter (2008) Dyreetik I Et spadestik dybere. Præsentation af 10 filosofiske discipliner, red. af Vincent F. Hendricks og Steen W. Pedersen. Automatic Press, 2008. Side 136-138.
6. ↑  Sandøe, Peter (2008) Dyreetik I Et spadestik dybere. Præsentation af 10 filosofiske discipliner, red. af Vincent F. Hendricks og Steen W. Pedersen. Automatic Press, 2008. Side 138-141.
7. ↑  Sandøe, Peter (2008) Dyreetik I Et spadestik dybere. Præsentation af 10 filosofiske discipliner, red. af Vincent F. Hendricks og Steen W. Pedersen. Automatic Press, 2008. Side 141-143.
8. ↑  Sandøe, Peter (2008) Dyreetik I Et spadestik dybere. Præsentation af 10 filosofiske discipliner, red. af Vincent F. Hendricks og Steen W. Pedersen. Automatic Press, 2008. Side 143-146.
9. ↑  "HSI - About Us. Hentet den 17. juni 2014". Arkiveret fra originalen 16. juni 2014. Hentet 16. juni 2014.
10. ↑  "World Animal Protection (WSPA) - Why World Animal Protection. Hentet den 22. juni 2014". Arkiveret fra originalen 14. juni 2014. Hentet 22. juni 2014.
11. ↑  "Dyrenes bestkyrrelse, historie". Arkiveret fra originalen 4. august 2014. Hentet 7. april 2014.
12. ↑  "Straffeloven fra 1866" (PDF). Arkiveret (PDF) fra originalen 25. juli 2011. Hentet 7. april 2014.
13. ↑  "Royal Society for the Prevention of Cruelty to Animals - What we do. Hentet den 17. juni 2014". Arkiveret fra originalen 14. juni 2014. Hentet 16. juni 2014.
14. ↑  "American Society for the Prevention of Cruelty to Animals - About US. Hentet den 17. juni 2014". Arkiveret fra originalen 30. juni 2014. Hentet 16. juni 2014.

## Ekstern henvisning
- Dyreværnsloven Arkiveret 8. april 2014 hos  Wayback Machine